# Hans Kollhoff
Hans Kollhoff (* 18. září 1946 Bad Lobenstein) je německý architekt, představitel nového urbanismu.
Narodil se v Durynsku, v roce 1953 jeho rodina emigrovala do Západního Německa. V roce 1975 vystudoval Univerzitu v Karlsruhe ve třídě Egona Eiermanna. Spolupracoval s Oswaldem Ungersem a v roce 1984 založil spolu s Helgou Timmermannovou vlastní ateliér. Přednášel o architektuře v Německu i USA, v letech 1990–2012 byl profesorem na Spolkové vysoké technické škole v Curychu. Patří mezi zastánce racionalistické a tradicionalistické architektury, jeho vzorem je Adolf Loos.
Jeho tvorba je spojena s proměnou Berlína po sjednocení Německa, nejslavnější stavbou tohoto období je mrakodrap „Kollhoff Tower“ na Postupimském náměstí. Podílel se na přestavbě budovy Říšské banky na sídlo ministerstva zahraničí, je také autorem Evropského domu na třídě Unter den Linden, hotelu Main Plaza ve Frankfurtu nad Mohanem a obytného komplexu „Piraeus“ v Amsterdamu.

## Fotogalerie

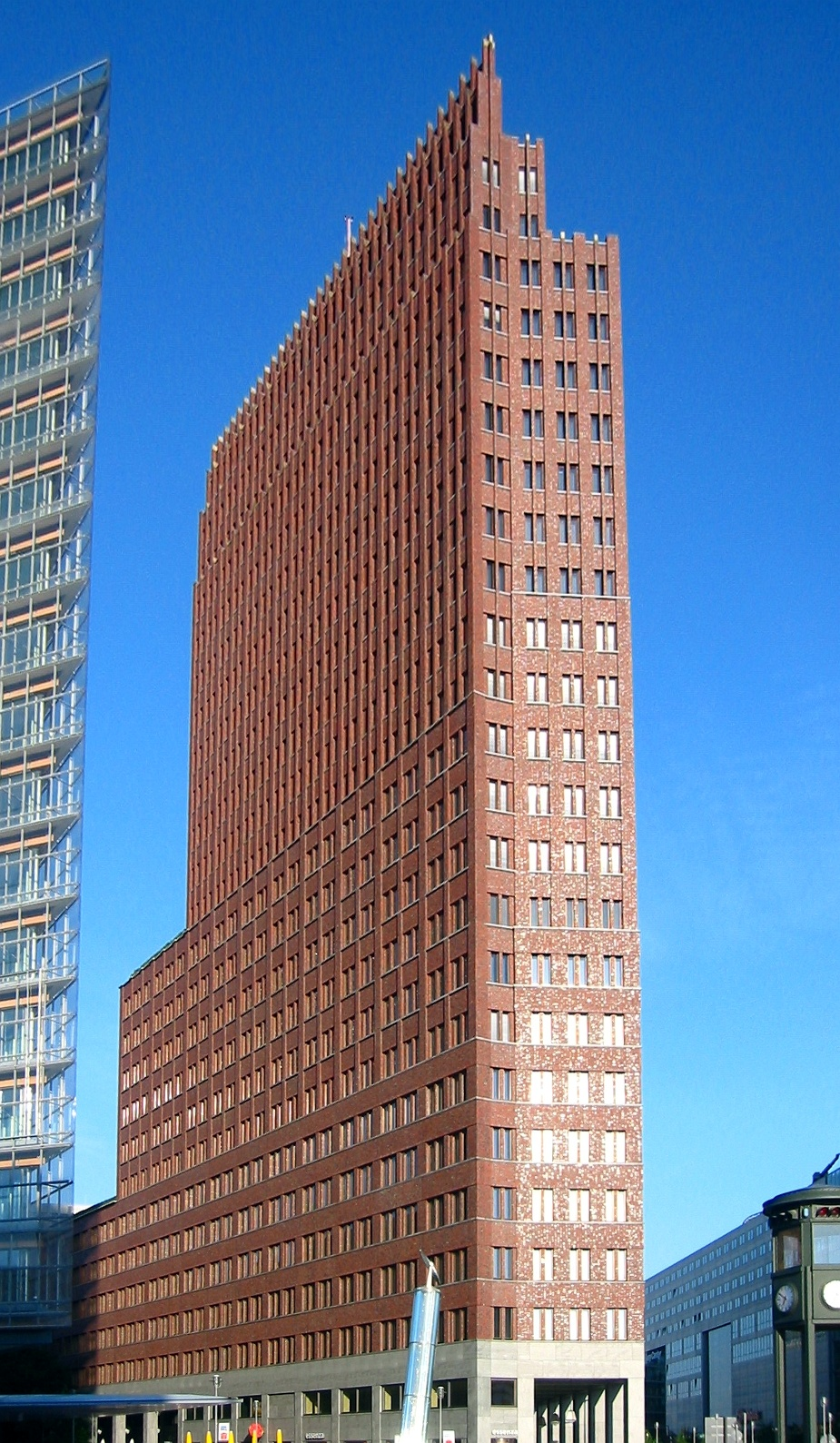
Kollhoff Tower
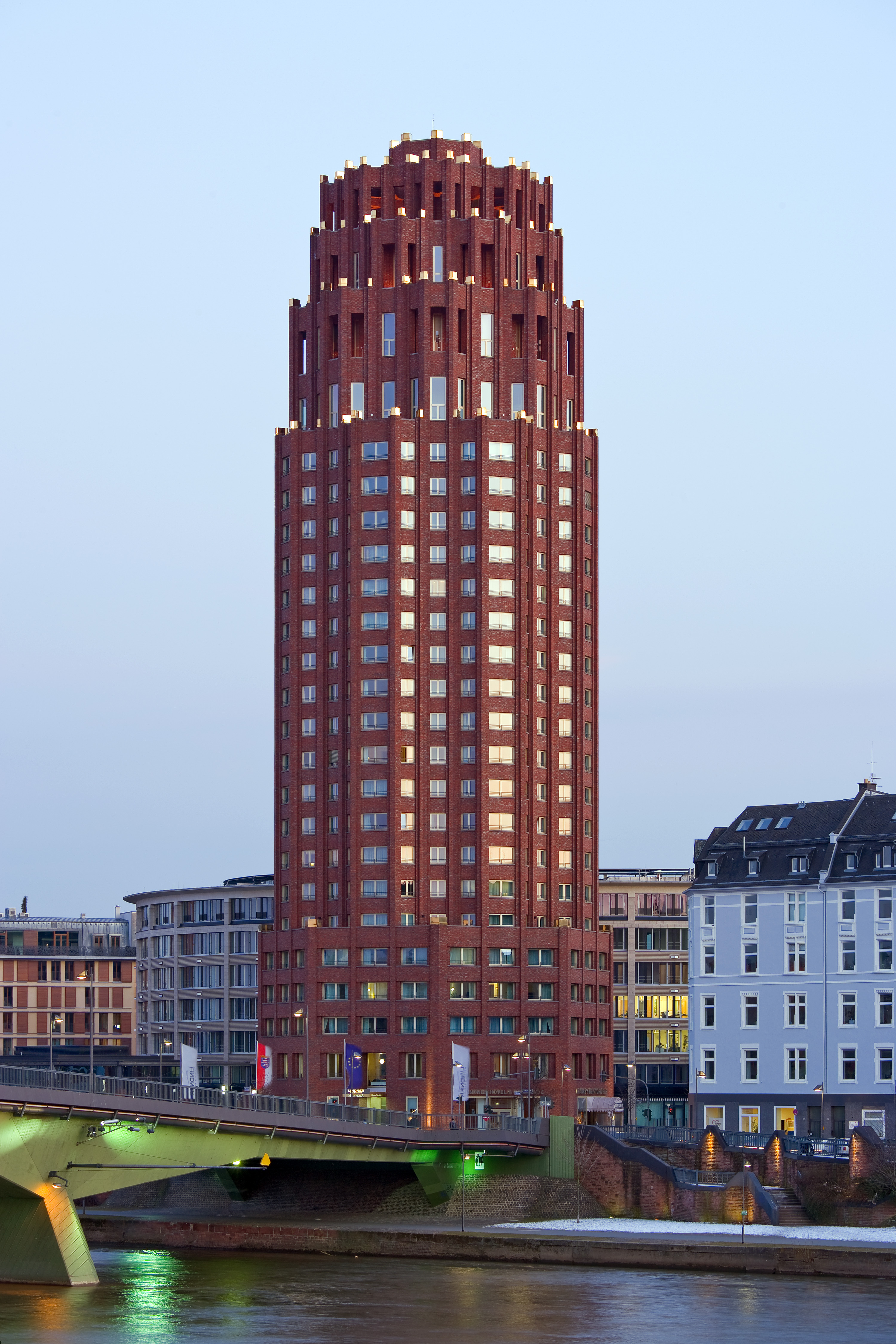
Main Plaza
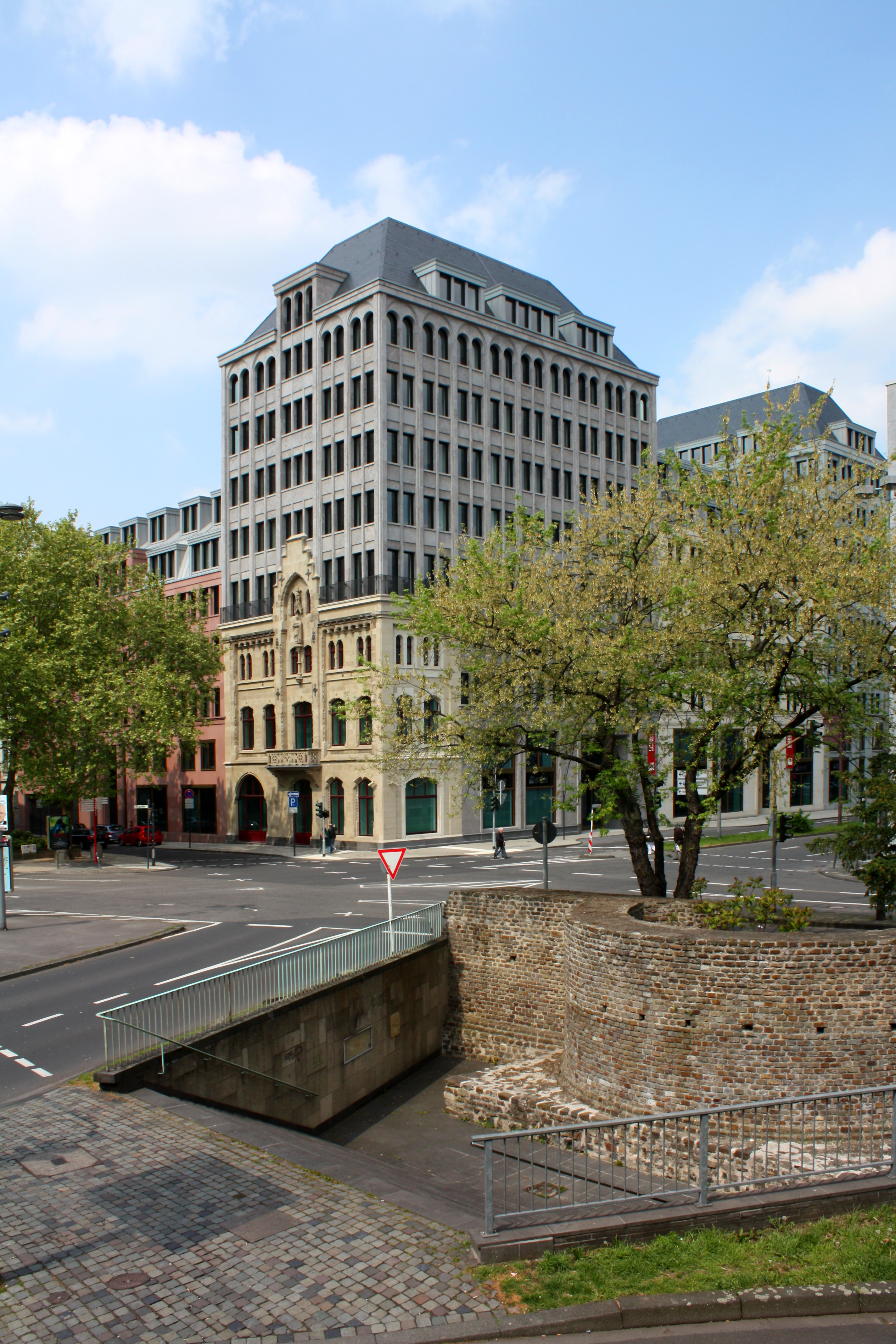
Dominium Köln